# 马德里竞技俱乐部B队
马德里竞技俱乐部B队（Atlético Madrid B），西班牙马德里球队，为马德里竞技俱乐部的预备队。该队现在参加西班牙皇家足協甲組聯賽。